# Francisco de Assis Amaral
Francisco de Assis Martins Amaral, conhecido simplesmente por Francisco Amaral (Pedreiras, 1 de novembro de 1933 — Nova Iguaçu, 9 de novembro de 2020) foi um advogado e político brasileiro. Foi interventor estadual de Nova Iguaçu, Deputado Estadual do Rio de Janeiro por dois mandatos consecutivos, Vice Governador do Estado do Rio de Janeiro e Juiz de Direito.
Em 2007 foi homenageado pela Câmara Municipal de Nova Iguaçu com a medalha de mérito Comendador Soares.